# NGC 6160
NGC 6160 est une vaste galaxie elliptique relativement éloignée et située dans la constellation d'Hercule. Sa vitesse par rapport au fond diffus cosmologique est de 9 536 ± 4 km/s, ce qui correspond à une distance de Hubble de 140,7 ± 9,9 Mpc (∼459 millions d'al). NGC 6160 a été découverte par l'astronome germano-britannique William Herschel en 1787.
En raison d'une brillance de surface égale à 14,28 mag/am2, on peut qualifier NGC 6160 de galaxie à faible brillance de surface (LSB en anglais pour low surface brightness). Les galaxies LSB sont des galaxies diffuses (D) avec une brillance de surface inférieure de moins d'une magnitude à celle du ciel nocturne ambiant.
À ce jour, huit mesures non basées sur le décalage vers le rouge (redshift) donnent une distance de 113,825 ± 27,776 Mpc (∼371 millions d'al), ce qui est à l'intérieur des valeurs de la distance de Hubble. Notons cependant que c'est avec la valeur moyenne des mesures indépendantes, lorsqu'elles existent, que la base de données NASA/IPAC calcule le diamètre d'une galaxie et qu'en conséquence le diamètre de NGC 6160 pourrait être d'environ 87,5 kpc (∼285 000 al) si on utilisait la distance de Hubble pour le calculer.